# Bartolomeo Picchiatti

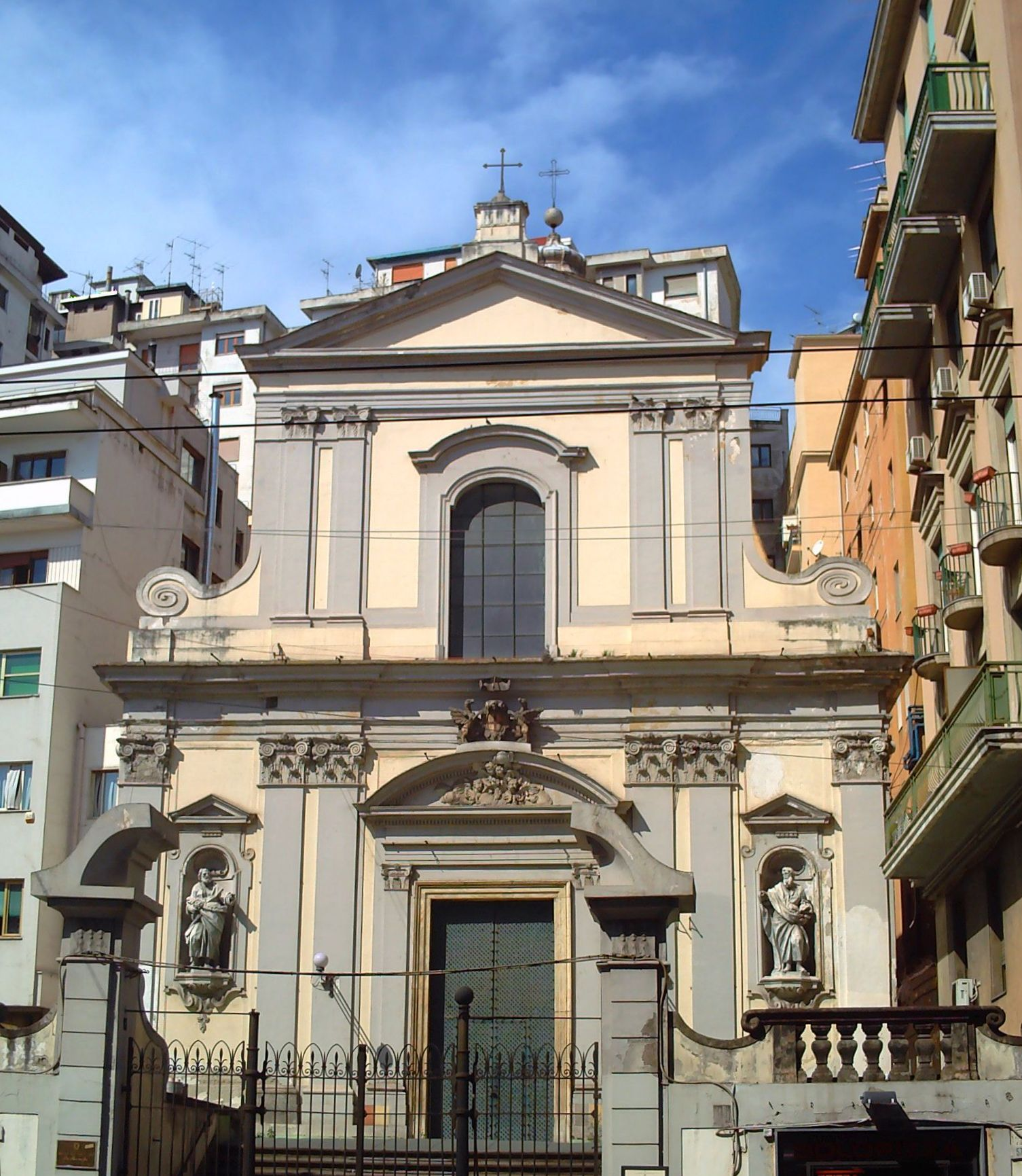
L'église San Giorgio dei Genovesi, considérée comme étant son œuvre principale.

Bartolomeo Picchiatti, né en 1571 à Ferrare et mort à Naples le 3 avril 1643, est un architecte baroque italien qui fut actif dans le royaume de Naples.

## Biographie
Architecte d'origine incertaine, il s'installe à Naples en 1593, à l'appel de l'architecte Domenico Fontana pour lui servir d'assistant. Il aide également son frère Giulio Cesare Fontana et termine ses travaux lorsque ce dernier part pour l'Espagne à qui appartenait le royaume de Naples. Il dirige les chantiers d'excavation des Regi Lagni, projet de canaux lancé par Fontana au début du XVIIe siècle, tandis qu'en 1634 cette œuvre gigantesque est menée par l'ingénieur Tommaso Alappio, sous la supervision de Picchiatti. En 1614, il reçoit la commande de la Congrégation des Nobles pour le Palazzo Monte dei Poveri Vergognosi. Trois ans plus tard, c'est la naissance de son fils Francesco Antonio Picchiatti, qui deviendra un architecte compétent et aidera son père à la tâche dans les dernières années de sa vie.
En 1620, il bâtit l'église San Giorgio dei Genovesi et l'année suivante dessine le portail du Palazzo di Sangro exécuté par Giuliano Finelli, ainsi que le petit temple du Sanctuaire de la Madonna dell'Arco.
En 1621, il hérite du chantier de l'église San Carlo alle Mortelle dont il dessine aussi le collège attenant qui appartient aux barnabites. Il devient ainsi l'architecte de confiance de cette congrégation enseignante. Après la mort de Giulio Cesare Fontana en 1627, il reçoit l'office d'ingénieur de la cour royale, poste qu'il réserve aussi à son fils. En 1632, il est l'auteur des plans de la cathédrale de Pouzzoles avec Cosimo Fanzago, au Rione Terra à l'emplacement d'un ancien capitole romain. En 1638, il participe à la construction de l'église des Santi Apostoli dont il réalise l'élégant campanile en deux couleurs, et à la construction de l'église Santa Maria della Stella. En 1641, il dessine le projet de l'église Sant'Agostino alla Zecca et en collaboration avec son fils restaure l'église Santa Maria Donnalbina.
Il meurt en 1643 et Onofrio Antonio Gisolfi lui succède jusqu'en 1656 comme ingénieur royal.